# هال سول
هال سول أو هيل سول (الاسم العلمي: Sulettaria)، جنس نباتات مُزهرة من فصيلة الزنجبيلية. كانت سابقً تُضمن في الجنس جنس الهال (Elettaria) حتى عام 2018.
اسم الجنس مركب من كلمتان Sul وهي أختصارًا لمنطقة سولاويسي وسوندالاند، وElettaria التي تعني هال.
مهد هال السول ماليزيا وإندونيسيا
- Sulettaria brachycalyx S.Sakai & Nagam. - سراوق
- Sulettaria kapitensis S.Sakai & Nagam. -سراوق
- Sulettaria linearicrista S.Sakai & Nagam. -سراوق، بروناي
- Sulettaria longipilosa S.Sakai & Nagam. -سراوق
- Sulettaria longituba (Ridl.) Holttum - سومطرة، شبه جزيرة ماليزيا
- Sulettaria multiflora (Ridl.) R.M.Sm. - سومطرة، سراوق
- Sulettaria rubida R.M.Sm. - صباح، سراوق
- Sulettaria stoloniflora (K.Schum.) S.Sakai & Nagam. - سراوق
- Sulettaria surculosa (K.Schum.) B.L.Burtt & R.M.Sm. - سراوق